# Рубец жвачных

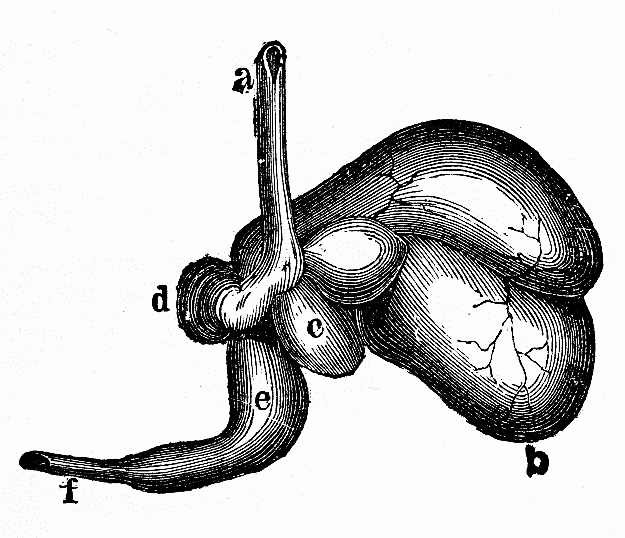
Строение желудка коровы: a — пищевод, b — рубец, c — сетка, d — книжка, e — сычуг, f — тонкая кишка

Рубе́ц (лат. rūma) — первый и самый большой отдел четырёхкамерного желудка жвачных животных. Его объём у взрослых особей составляет до 80 % общего объёма желудка.
Рубец служит для микробной ферментации пищи. Целлюлоза ферментируется симбиотическими протистами при помощи своих симбиотических внутриклеточных бактерий, а также особыми анаэробными грибами.

## Строение
Передний отдел рубца сообщается с сеткой и пищеводом.
Стенки рубца состоят из трёх слоёв:
- серозная оболочка — внешний
- мышечная стенка — средний
- слизистая оболочка — внутренний

## Ацидоз рубца
Одна из самых частых форм патологий у жвачных, характеризующаяся сдвигом рН жидкого содержимого рубца в кислую сторону и протекающая с явлениями гипотонии, атонии или переполнения.
Самые ранние признаки болезни: отказ животного от корма и угнетение моторики рубца. Рубец умеренно или сильно наполнен кормовыми массами. Последнее особенно характерно для перекорма коров кукурузой в стадии молочно-восковой спелости. В этом случае рубец несколько увеличен и имеет плотную консистенцию. В верхней части рубца скапливается умеренное количество газов. Животное угнетено, передвигается неохотно. Отмечают мышечную дрожь в области анконеусов, заднебедренных мышц. Кал жидкой консистенции, или может быть диарея. В тяжёлых случаях животное не может стоять, лежит, положив голову на грудь. Носовое зеркало сухое, саливация умеренная.
С целью профилактики необходимо исключить свободный доступ животных к кормам с высоким содержанием легкоперевариваемых углеводов. Зерновой корм необходимо включать в рацион постепенно. В рационе всегда должно быть достаточное количество грубого корма, поскольку уменьшение его доли может спровоцировать ацидоз даже при обычном количестве зернового корма. Не следует допускать больших перерывов в кормлении животных.